# كهف تيتو بوستيلو
كهف تيتو بوستيلو هو مأوى صخري من عصور ما قبل التاريخ يقع في بلدة ريباديسيا الصغيرة، في مجتمع أشتورية المستقل بإسبانيا. كان يسكن الكهف البشر (الكرومانيون) قبل عام 10000 قبل الميلاد. بسبب إنهيار الصخرة، تم إغلاق المدخل الأصلي للكهف منذ آلاف السنين، مما جعل من الممكن الحفاظ على الأشياء والأدوات واللوحات الجدارية التي تم إكتشافها في عام 1968. بناءً على تلك الأشياء التي تم العثور عليها في الكهف، من المعروف أنه كان هناك وجود بشري كبير خلال الثقافة المجدلية في العصر الحجري القديم الأعلى، ولكن ربما كان الكهف مأهولًا قبل ذلك الوقت.